# Angela Chalmers
Angela Chalmers (* 6. September 1963 in Brandon) ist eine ehemalige kanadische Mittel- und Langstreckenläuferin.

## Leben
1987 holte sie bei den Panamerikanischen Spielen in Indianapolis die Silbermedaille im 3000-Meter-Lauf. 1990 siegte sie bei den Commonwealth Games in Auckland sowohl im 1500-Meter-Lauf als auch über 3000 m.
Den größten Erfolg ihrer Karriere feierte sie bei den Olympischen Spielen 1992 in Barcelona. Über 3000 m gewann sie in 8:47,22 min die Bronzemedaille hinter Jelena Romanowa und Tetjana Dorowskych aus dem Vereinten Team.
Bei den Commonwealth Games 1994 in Victoria war Chalmers Flaggenträgerin ihres Landes. Im 3000-Meter-Lauf gelang es ihr, ihren Titel zu verteidigen. Sie gewann mit deutlichem Vorsprung in kanadischer Landesrekordzeit von 8:32,17 min.
Darüber hinaus wurde sie insgesamt fünfmal kanadische Meisterin, viermal im 1500-Meter-Lauf (1989–1990, 1993–1994) und einmal im 3000-Meter-Lauf (1994).
Angela Chalmers hatte bei einer Körpergröße von 1,72 m ein Wettkampfgewicht von 56 kg.

## Bestleistungen
- 800 m: 2:04,95 min, 25. Februar 1998, Melbourne
- 1500 m: 4:01,61 min, 3. September 1994, Paris
- 3000 m: 8:32,17 min (NR), 23. August 1994, Victoria